# Вилађо Квадрифољио (Бари)
Вилађо Квадрифољио (итал. Villaggio Quadrifoglio) је насеље у Италији у округу Бари, региону Апулија.
Према процени из 2011. у насељу је живело 32 становника. Насеље се налази на надморској висини од 372 м.